# 5803 Ötzi
Az 5803 Ötzi (ideiglenes jelöléssel 1984 OA) a Naprendszer kisbolygóövében található aszteroida. Antonín Mrkos fedezte fel 1984. július 21-én. Ötziről, a jégemberről kapta a nevét.